# Kırkpınar

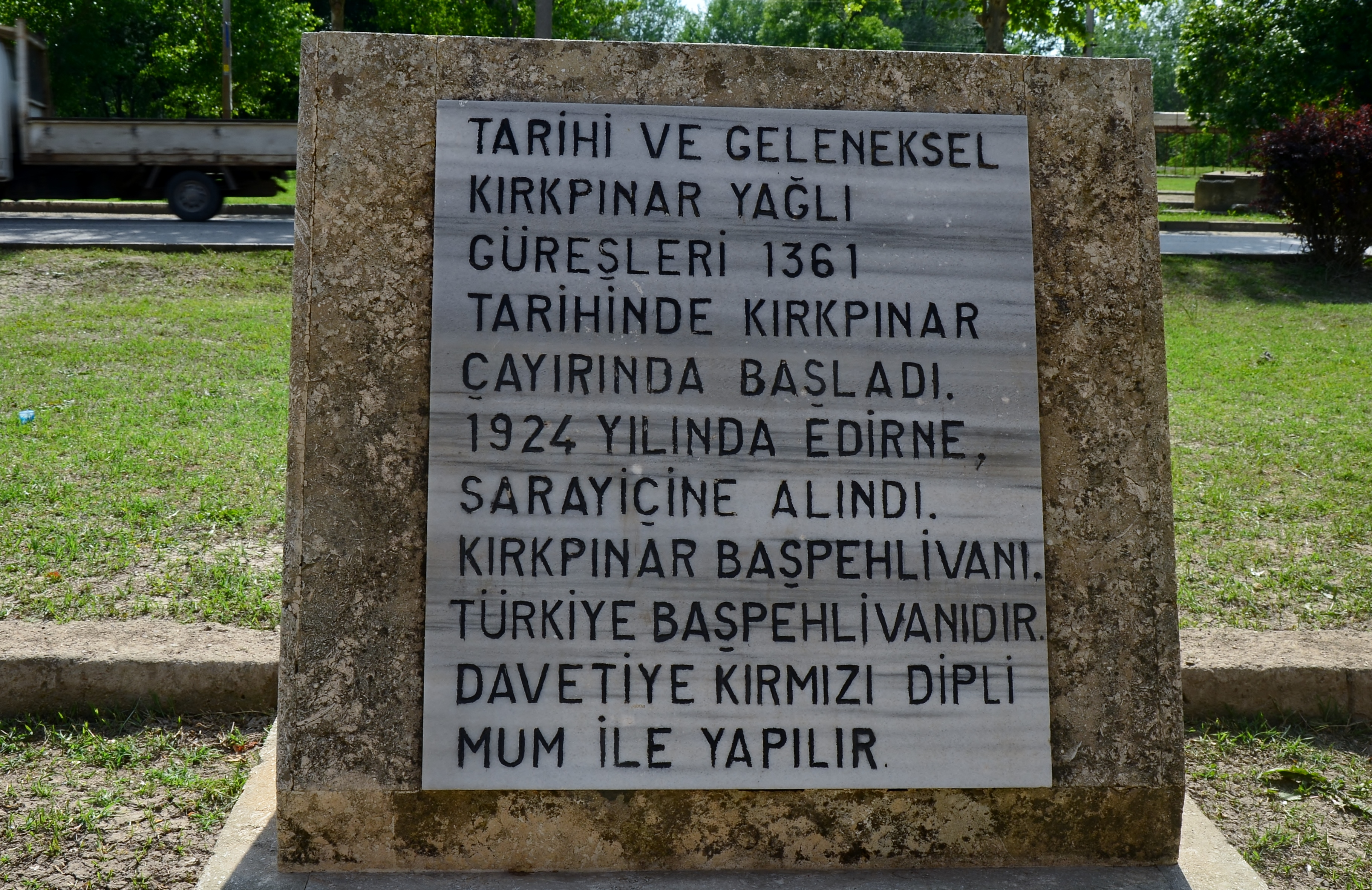
Inscripción turca sobre la historia del torneo de lucha en aceite, Kırkpınar en Kırkpınar, Edirne Turquía

Kırkpınar es un torneo turco de lucha en aceite (en turco: yağlı güreş). Se celebra anualmente, generalmente a fines de junio, cerca de Edirne, Turquía, desde 1361

## Descripción
Antes de cada combate, los luchadores vierten aceite de oliva en todo su cuerpo, y los partidos se llevan a cabo en un campo abierto y cubierto de hierba, con los participantes desnudos, excepto los pantalones de cuero, que se extienden hasta debajo de la rodilla. La victoria se logra cuando un luchador sujeta al otro con el suelo (como en muchas otras formas de lucha) o levanta a su oponente por encima de sus hombros. Ahora tiene el récord mundial Guinness para la competición atlética de más larga duración.

## Historia

### La evidencia más antigua conocida
La historia de la lucha en aceite se remonta al 2650 aC con evidencia del Antiguo Egipto, Asiria y otras regiones del Medio Oriente. El cuerpo de evidencia babilónico, un pequeño bronce, fue excavado cerca del templo de Chafadji. El bronce claramente concierne a los luchadores petroleros, ya que ambos atletas están representados con vasijas de olivo en la cabeza.
La prueba más antigua de la existencia de la lucha contra el petróleo en el Antiguo Egipto se encuentra en la piedra caliza de la tumba de Ptahhoteb cerca de Saqqara de la Quinta Dinastía (alrededor de 2650 aC) del mismo período que el bronce de Chafadji.
Otra prueba atractiva tiene unos 4000 años de antigüedad y está pintada como una caricatura en una tumba cerca de Beni Hasan en Egipto. Se supone que el difunto, que ocupó esta tumba, fue un famoso luchador del petróleo en su época. En la primera imagen, se ve el engrase del luchador y el aceite almacenado en un tallo de caña. En la segunda foto comienza la lucha. La última imagen abajo muestra el triunfo de tres pasos de la lucha con aceite, que no ha cambiado hasta el día de hoy. A partir de esto, se pueden rastrear las reglas básicas del deporte.
Siglos más tarde, el imperio persa conquistó Egipto y el sah persa ocupó el trono del faraón. Fue durante este período que comenzó la lucha en aceite en Irán.

### La lucha en aceite en Irán
La historia de los torneos de lucha en aceite como se conocen hoy se remonta a la Era Mítica Persa, que, según Shahnameh de Ferdowsi, comenzó en 1065 a. El legendario pehlivan de esta era se llama Rostam, un héroe representado para salvar constantemente a su país de las fuerzas del mal.
El inicio ceremonial de la lucha en aceite, llamado así por su nombre persa "Peshrev", tiene vínculos claros con los antiguos institutos iraníes como el Zurkhane, literalmente "casa de la fuerza". El edificio consiste en un tribunal, alrededor del cual los hombres que actuarán, se organizarán, y una galería para el ostad ("maestro") o morshed (líder espiritual) y los músicos. Hoy en día, el acompañamiento musical consiste en un tambor y una recitación de partes del Shahname de Ferdowsi. Se emplean varios ritmos y una variedad de movimientos asociados con ellos, que incluyen demostraciones de fuerza en la manipulación de objetos pesados (como pesas y cadenas) y acrobacias.
Aquí se encuentra el origen del peshrev, considerado por algunos como preparación y una ceremonia para saludar a la audiencia, a otros como una forma de danza participativa. Es diferente de la danza habitual paso a la derecha, paso a la izquierda, paso a la derecha, patada a la izquierda, paso a la izquierda, patada a la derecha que se encuentra en el resto de la región.

## Lucha grecorromana

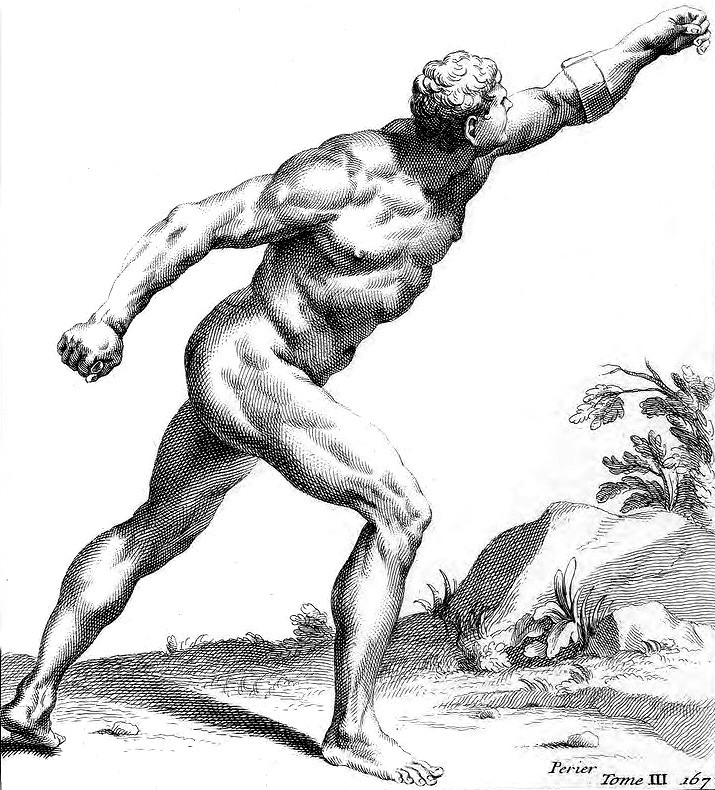
Luchador griego

La palabra "Pehlivan" para un luchador se usó por primera vez en este período, cuando los partos (238 aC - 224 dC) expulsaron a los griegos de Irán.
Los hunos llegaron a la periferia del Imperio Romano a fines del siglo IV y salieron a caballo de las estepas de Asia Central a Alemania y Francia. Cuando se acercaron al Mar Negro y conquistaron a los ostrogodos, también condujeron a los visigodos a través del Danubio hacia el Imperio Romano, causando la crisis que llevó a la asombrosa derrota del ejército romano bajo el emperador Valens cerca de Adrianópolis (Edirne) en el 378 d. C.
Los hunos eran luchadores fanáticos, así como jinetes. Después de asegurar una posición fuerte en el lado romano del Danubio, los hunos fueron controlados por el ejército romano del general Aspar en Tracia (442).
En 447, Pehlivan Attila volvió a Tracia y se detuvo solo cuando el emperador Thodosius II le pidió términos. Durante las negociaciones, se realizó una competencia de lucha libre romano-hun en Thermopylae. La disputa se resolvió mediante un combate de lucha libre y el ganador, Atila, aceptó el pago de todos los tributos atrasados y un nuevo tributo anual de 2,100 libras de oro y territorio al sur del Danubio.
Tres años más tarde, el emperador Teodosio murió cayendo de su caballo. Su sucesor, Marciano (450-457), se negó a pagarle a Atila. Los hunos no tomaron represalias, porque la hermana del emperador romano Valentiniano III, Honoria, le envió su anillo y un mensaje al rey de los hunos y le pidió a Atila que se convirtiera en su campeona. Atila aceptó esta propuesta de matrimonio. Cuando la hermana del emperador romano fue encarcelada, Atila decidió cuidar su dote. Como Honoria no estaba disponible, el próximo año, Atila se llevó a una nueva novia joven llamada Ildico. El día de la boda se pasó con uno de los mejores partidos de lucha de esta época.
Lucha libre de aceite para Sultan y Shah
Durante el período en que el islam fue llevado a Asia Menor, la espiritualidad y la filosofía se convirtieron en parte de la vestimenta física de los pehlivan. La lucha en aceite se estableció como un deporte en sí mismo. En Irán y en el Imperio Otomano, la lucha se convirtió en el deporte nacional. En Irán, la lucha se convirtió en la institución tradicional de la casa fuerte de Zurkhane, donde la gente iba a socializar y participar en ejercicios atléticos. El luchador es el hombre fuerte en la cultura popular (en persa el término es "gran cuello"), pero también es el pahlavan, el héroe caballero, que es un espíritu de vida libre y es generoso y leal.
El año 1360 es adoptado por los organizadores del Edirne Kırkpınar como la fecha en que los soldados otomanos comenzaron a organizar torneos anuales de lucha en aceite en Kırkpınar, un campo de lucha "dentro de la aldea samona". Según el Libro Guinness de los Récords Mundiales, esta leyenda convirtió a Kırkpınar en la competición deportiva más antigua y sancionada por el mundo.
Una vez, se dijo que la última pelea entre los dos finalistas duró toda la noche, ya que ninguno de los dos pudo derrotar al otro. Fueron encontrados muertos a la mañana siguiente, sus cuerpos aún entrelazados. Fueron enterrados debajo de una higuera cercana, con lo cual sus compañeros se dirigieron a conquistar a Edirne.
Después de la conquista, los soldados se encontraron con otra higuera, rodeada por un manantial de aguas cristalinas, por lo que cambiaron el nombre a la pradera circundante (que hasta entonces se conocía como Ahirköy) Kırkpınar, que se traduce del turco como "cuarenta manantiales" o "cuarenta fuentes".
Para conmemorar el heroísmo de los guerreros conquistadores, en este sitio se recrea un torneo de lucha y se inició la competición deportiva más antigua del mundo (un hecho aún en disputa).
En todos los cuentos, mitos e historias, siempre ha habido un respeto común por los luchadores petroleros. El pehlivan se describe como más fuerte que nadie, con un cuerpo bien construido y vestido con pantalones de cuero gruesos. Desde el pasado hasta ahora, los luchadores han vertido aceite de oliva en sus cuerpos. Además, todavía es posible ver a luchadores más jóvenes besar las manos de atletas mayores a pesar de haberlos derrotado, lo cual es un gesto de respeto.
Según el historiador Burhan Katia, la palabra pehlivan también se usaba para un oficial, gobernador o persona enorme y honesta. A partir del siglo XVI, el término fue utilizado exclusivamente en el Imperio Otomano para el luchador.

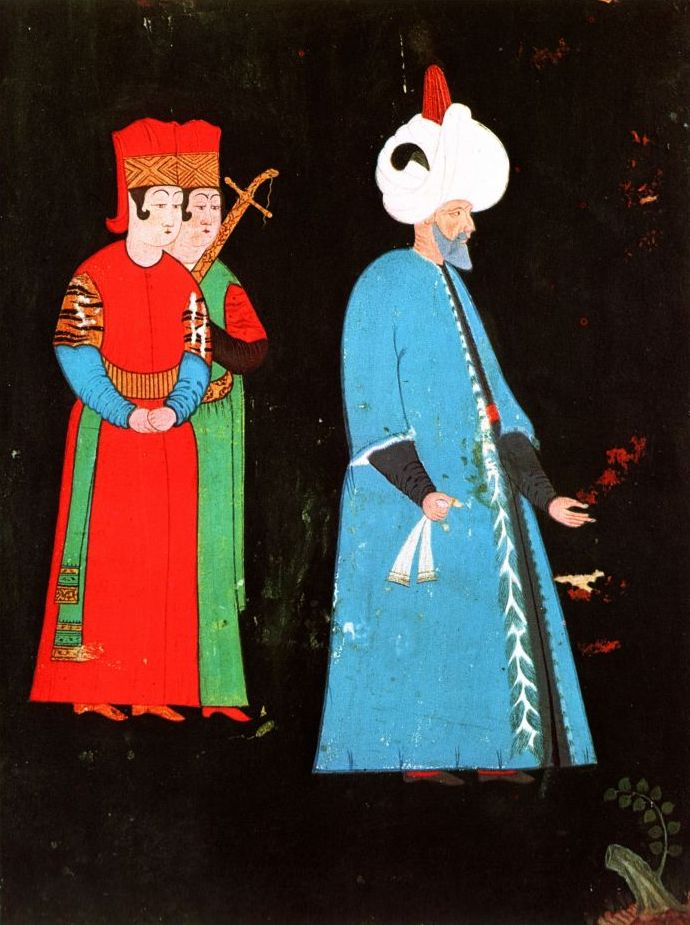
Suleiman I

El siglo XVI fue la época de Suleman I, conocido en todo el mundo como "El Magnífico", incluso entre otros líderes importantes como Carlos V (el Sacro Emperador Romano que gobernó España, Austria y partes de lo que ahora son Alemania e Italia), Enrique VIII (el rey Tudor de Inglaterra) y Francisco I (rey Valois de Francia).
Süleyman, en su propia tierra conocida como "Kanuni", el Legislador, reinó entre 1520 y 1566, y fue sucedido por su hijo Selim II, para quien Mimar Sinan construyó la Mezquita Selimiye en Edirne, considerada la mezquita más hermosa de Turquía.
Más importante aún, fue la era de Murat III (1546-1595) donde el Imperio Otomano alcanzó su área geográfica más grande en su historia.

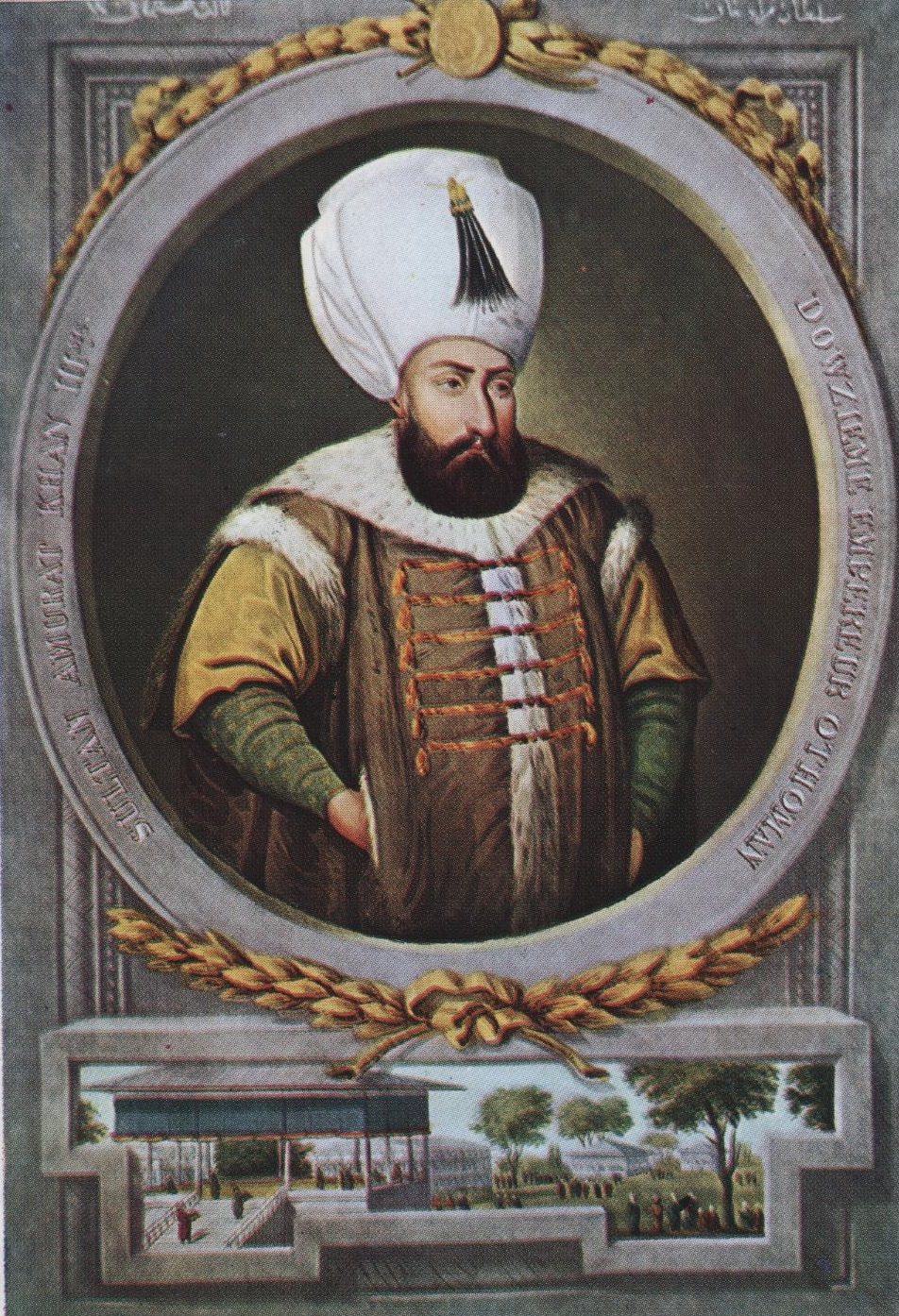
Murat III

En 1590, se firmó un tratado de paz entre Murat III y el persa Shah. El modelo de los pantalones de lucha se remonta a este período. El diseño sigue siendo el mismo para el "pahlivan" iraní y el "pehlivan" turco, excepto que los pantalones de lucha turca están hechos de cuero y se llaman "kispet", mientras que el pahlivan iraní lleva un "pirpeta", hecho de seda.
Famosos luchadores de Irán vinieron a Estambul para competir con los campeones otomanos, y los campeones turcos fueron invitados a Persia para mostrar su fuerza.

## Historia

### Edad Media
Antes de 1582, todos los luchadores se obtenían de los prisioneros de guerra, los Devşirme u otras fuentes de esclavos. Con el sistema Devşirme, los jóvenes más sanos y fuertes fueron reclutados de las distintas provincias del Imperio Otomano, y siempre se sabía que los pehlivans entrenados con niños Devşirme eran lo suficientemente libres para ser honestos, y en toda la historia se confiaba en su palabra y comportamiento.
Los campeonatos de lucha libre se llevaron a cabo en todas partes en el Imperio Otomano. Cada ciudad y pueblo tuvo su evento anual de lucha, como el que se organiza hoy en Edirne. La lucha se produjo en una variedad de contextos, incluyendo eventos sociales y ceremoniales. Hubo eventos de lucha libre en los días de festivales religiosos, durante las noches especiales del mes de ayuno musulmán de Ramadán, en eventos agrícolas, circuncisiones y bodas. En ocasiones especiales, se organizaron concursos de lucha libre de caridad fuera de los palacios. Solo los mejores luchadores fueron aceptados en el entrenamiento para convertirse en miembros de la élite Janissary Corps.
Lu
Cuando el sultán otomano visitó Francia en 1867, los luchadores del petróleo formaban parte de su séquito y la peregrina Eugenia visitó el torneo de lucha libre. La lucha era un deporte duro, pero la lucha por el aceite era aún más difícil. Fue considerado el deporte más difícil del mundo. La expresión actual "Fort comme un Turc" (fuerte como un turco) proviene de la época de las cruzadas.
Después de la Guerra de los Balcanes de 1912, se perdió la ubicación original del evento en Kırkpınar, por lo que el torneo se trasladó a Virantekke, ahora el punto de control de Kapitan Andreevo en la frontera búlgara.
Después de 12 años, la competencia anual de lucha en aceite de Kırkpınar se trasladó a otro lugar. Desde 1924, los combates se llevan a cabo en la isla Sarayiçi cerca de Edirne.

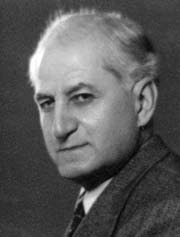
Selim Sırrı Tarcan, 1935

El último sultán otomano fue exiliado a Malta. En lo que quedaba del Imperio, casi todo lo tradicional fue reemplazado o occidentalizado. El lenguaje se "purificó" reemplazando palabras de origen persa o árabe con palabras derivadas de raíces turcas. Incluso un deporte que prevalece cualquier deporte occidental estaba en juego. Atatürk pensó en poner a las organizaciones de lucha directamente bajo su propio patrocinio. Le ordenó a Selim Sırrı Tarcan (1874–1956) que revitalice la lucha en aceite de acuerdo con sus directrices para el deporte en la nueva República de Turquía.
Como resultado, el ganador de la competencia Edirne ya no era "Başpehlivan de Kırkpınar" sino "Campeón de Turquía". En lugar de los premios tradicionales, como el "Altın Kemer" (Cinturón Dorado) y los caballos, burros o camellos; Las medallas similares a las del mundo occidental comenzaron a ser premiadas.
Se temía que con tal cambio de recompensa "porque lo hicieron en Europa" se produjera una falta de participación de los ciudadanos. El oficial responsable de los deportes en la nueva república tuvo que llegar a un acuerdo, permitiendo que el luchador ganador en la categoría más alta obtuviera el título de "Başpehlivan del Año", y las recompensas de los animales que los organizadores pudieran obtener. Selim Sırrı Tarcan también restringió el Cinturón de Oro: solo podía otorgarse para Edirne Kırkpınar, y solo para un "Campeón turco" que había ganado el evento durante tres años consecutivos. El peso del cinturón se limitó a 1450 g de oro de 14 quilates.
Las competiciones de lucha libre Kırkpınar de Edirne todavía se llevaban a cabo bajo el protectorado de "Agha". El Agha recibió a sus huéspedes y los alojó en el hotel, celebró cenas y organizó festividades. Además, entregó los premios a los ganadores en sus categorías. Justo antes de la final de Kırkpınar, Agha organizó una subasta. Las pujas fueron puestas en un carnero u oveja. El mejor postor se convirtió en el "agha" de Kırkpınar del próximo año y el patrocinador principal del evento.
Cuando en 1928 una depresión económica golpeó a Turquía y no se pudo encontrar ninguna agha, Selim Sırrı Tarcan hizo a la Media Luna Roja Turca (Kızılay) y al Instituto de Cuidado Infantil (Çocuk Esirgeme Kurumu) responsables de la organización y la acogida de los invitados.
En los días anteriores al evento, un agha pudo detener un combate, descalificar a los luchadores si fuera necesario e incluso cancelar los eventos de lucha por completo. Hoy, el comité organizador toma tales decisiones. La Media Luna Roja y el Instituto de Cuidado Infantil organizarían el Edirne Kırkpınar durante 36 años, después de lo cual la tarea de organizar el evento fue asignada al municipio de Edirne.

### Edirne Kırkpınar servicio municipal
En 1964, el alcalde de Edirne, Tahsin Sipka, firmó un acto por el cual el Municipio de Edirne es responsable de la organización del Edirne Kırkpınar. Ese mismo año, el alcalde Sipka convirtió a Edirne Kırkpınar en un servicio municipal.
Durante un año, alrededor de 300 juegos diferentes de lucha en aceite se llevan a cabo en Turquía. Acogen a un promedio de diez millones de espectadores.

### Introducción del tiempo
Hasta 1975, no había límite de tiempo para la lucha en Kırkpınar. Los pehlivans a veces luchaban uno o dos días, hasta que pudieran establecer la superioridad sobre sus enemigos. Los juegos de lucha durarían desde las 9 a. m. hasta el anochecer y los partidos sin un ganador continuarían al día siguiente. Después de 1975, la lucha libre se limitó a 40 minutos en la categoría başpehlivan. Si no hay un ganador dentro de estos límites, los pehlivans luchan por 15 minutos más con las puntuaciones registradas. Aquellos que obtengan la mayor cantidad de puntos en este último período son aceptados como los ganadores. En otras categorías, el tiempo de lucha está limitado a 30 minutos. Si no hay ganador, le siguen diez minutos de lucha libre anotada.

### Federación
El 20 de junio de 1996, la Federación Turca de Sucursales de Deportes Tradicionales (Geleneksel Spor Dallari Federasyonu) fue fundada por el Ministerio turco. Equitación, lucha de aceite, lucha libre y otros deportes tradicionales se reunieron en la misma federación bajo Alper Yazoğlu.

### Incursión de la lucha en aceite en Ámsterdam
Durante el 636 aniversario anual de Edirne, Agha (mc) Hüseyin Sahin estuvo de acuerdo con Veyis Güngör, el presidente de Türkevi Amsterdam, y Mohamed el-Fers (MokumTV Amsterdam) en que unirían sus fuerzas para promover la lucha tradicional por el petróleo en Europa y mundo. Durante tres días, El-Fers filmó casi todos los partidos.
El 4 de septiembre de 1996, MokumTV comenzó un programa semanal en el canal A1 de Ámsterdam, presentando a esta "madre de todos los deportes" altamente estética.
El difunto Hüseyin Sahin dijo durante su discurso, al que asistieron el presidente turco Süleyman Demirel, el alcalde de Edirne Hamdi Sedefçi, Veyis Güngör y Mohamed el-Fers que el Kırkpınar superará las fronteras de Turquía y unirá al mundo.
Los luchadores campeones, que asistieron a Edirne Kırkpınar, aplaudieron la noticia de un Ámsterdam Kırkpınar. En su discurso en la ceremonia de premiación, el presidente Süleyman Demirel dijo que Turquía continuará criando luchadores de fama mundial. Veyis Güngör dijo a la prensa que las reacciones entusiastas en Europa demostraron que este deporte tradicional turco no solo es eterno, sino que, gracias a la televisión y el video, también está ganando popularidad entre los no turcos. En los días posteriores a la publicación de la noticia, los organizadores recibieron alrededor de 950 cartas de luchadores petroleros de toda Turquía, que participarían en la competencia por el título de Eurocampeón de Ámsterdam Kırkpınar.

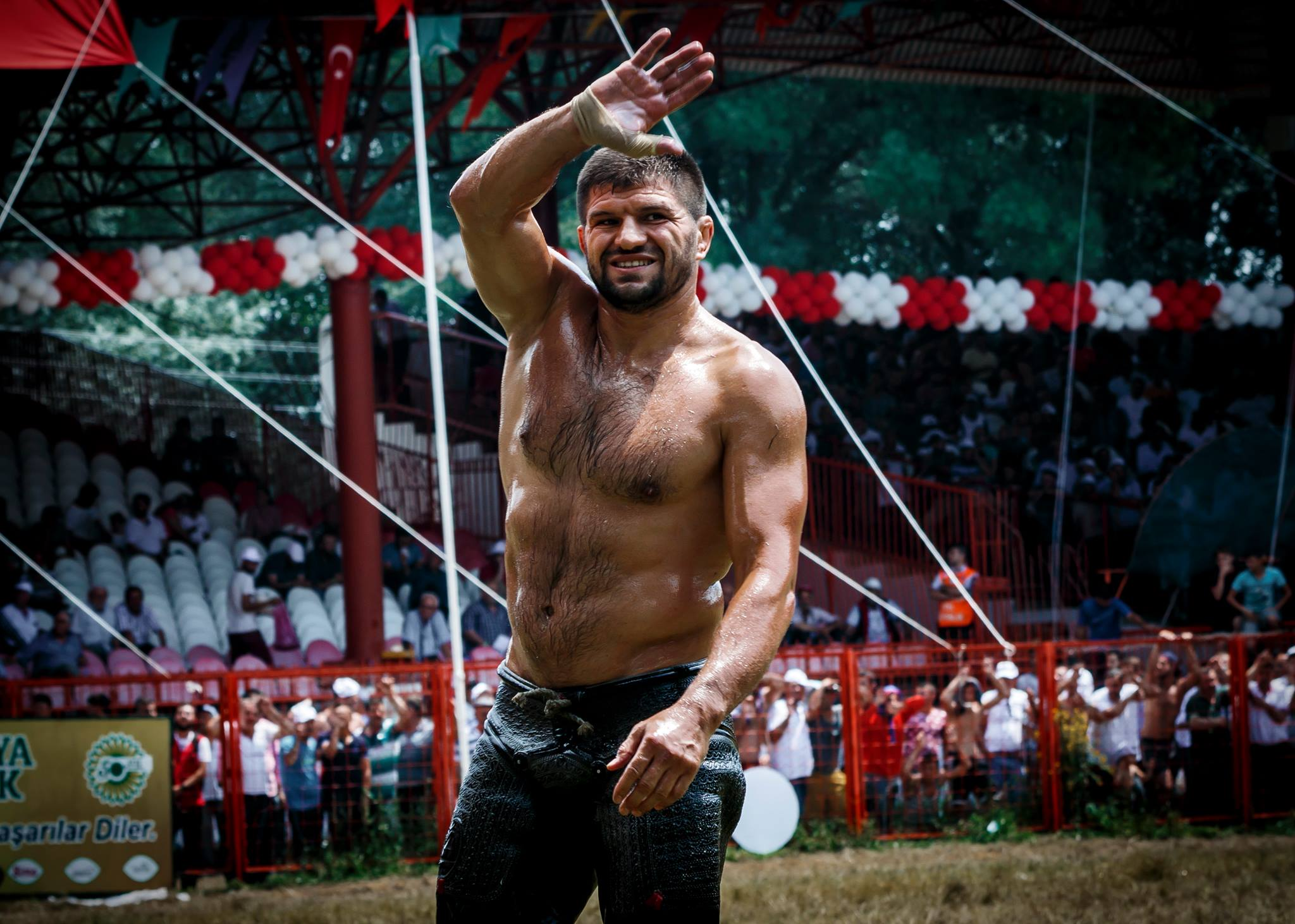

En 1997, la "Madre de todos los deportes" debutó en Europa occidental, cuando se celebró la Liga de Campeones de Europa en Ámsterdam. No menos de 22 equipos de televisión cubrieron el evento, y las escenas de Amsterdam Kırkpınar se mostraron en la CNN y en la BBC por igual.
El 2.º Campeonato Europeo de Lucha contra el Petróleo celebrado en Ámsterdam ya tenía una final con 42 luchadores de Turquía, los Países Bajos y otros países europeos. El ganador fue Cengiz Elbeye, el campeón de lucha en aceite Edirne Kırkpınar. Durante la ceremonia de apertura,Erkut Onart, el cónsul g eneral turco en los Países Bajos, dijo que creía que la amistad entre la sociedad turca y los países europeos se intensifica cuando estos tipos de valores culturales se llevan a Europa.
En el mundo de la lucha en aceite, Ámsterdam se convirtió en el evento anual más importante, después de Edirne.

### Rama especial
La lucha en aceite fue aceptada como rama especial por la Federación de Lucha Olímpica de Turquía. Deporte y política, como en 1996, la Federación Turca de Sucursales de Deportes Tradicionales (Geleneksel Spor Dallari Federasyonu) fue aceptada oficialmente como la federación que representa a la lucha contra el petróleo y otros deportes turcos tradicionales.

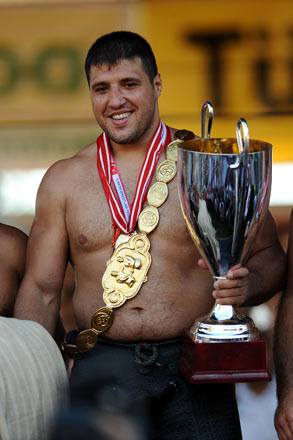

### Control antidopaje
En 1999, la Federación de Luchas Olímpicas de Turquía introdujo los controles antidopaje durante el Edirne Kırkpınar.
Luchador petrolero extranjero rechazado en Edirne
La lucha en aceite es un deporte en crecimiento, no limitado a Turquía. Sin embargo, es difícil para los luchadores extranjeros ingresar a este Campeonato Nacional Turco. En el 2000, la entrada del luchador petrolero holandés Melvin Witteveen en Edirne fue rechazada, mientras que Kadir Yilmaz, golpeado por Witteveen unas semanas antes en el Amsterdam Kırkpınar, se le permitió participar debido a su doble nacionalidad turco-holandesa.
Como los ganadores de las categorías de Ámsterdam Kırkpınar en los Países Bajos son considerados los Campeones de Europa, esto significa que Amsterdam Kırkpınar encabeza Edirne, ya que este último es visto como el Campeonato Nacional de Turquía, repudiando las entradas no turcas.
El evento atrajo poca atención fuera de Turquía hasta la década de 1990, cuando el estilo de lucha comenzó a extenderse a Europa occidental. Se ha vuelto particularmente popular en los Países Bajos, que ahora alberga su propia versión anual del torneo, atrayendo a participantes de toda Europa. Los combates de lucha Yağlı güreş también se celebran en Japón.